# Vaján
Vaján (szlovákul: Vojany) község Szlovákiában, a Kassai kerület Nagymihályi járásában.

## Fekvése
Nagykapostól 7 km-re nyugatra, a Laborc bal partján fekszik, az 552-es út mentén, 102 m tengerszint feletti magasságban.

## Története
A vajáni határban már a 9-10. századból találtak településnyomokat. A régészeti leletek, történelmi források és nyelvtudományi iratok alapján olyan következtetés vonható le, hogy a mai Vaján területe egy már a 9-10. században létező településhez tartozott. Ezek alapján azt feltételezik, hogy 1131-ben itt és nem Aradon volt az az országgyűlés, amelyen II. Béla király felesége, Ilona királyné bosszút állt a férjét megvakíttató Kálmán király hívein és 68 nemest lefejeztetett. Ez az ősi Arad nevű település valószínűleg a tatárjárás során pusztult el.
A 13. század második felében a vajáni birtok Gesegha fiainak, Péter és Pál ungi várurak birtoka volt, akik 1292-ben a birtok felét a Jób nemzetségnek adták el. A település első írásos említése 1323-ban „Voyan” alakban történt, 1427-ben pedig „Wayan” alakban bukkan fel. A 15. század elején Vaján a népesebb települések közé tartozott, ami annak köszönhető, hogy fontos kereskedelmi út mellett feküdt. 1522-ben Bátori István nádor, királyi helytartó hűséges szolgálataik, illetve tűzvész miatt Csicseri Lászlót és Zsigmondot a király hazatértéig felmenti a Vaján birtokon lévő részeik utáni adófizetés alól. 1617-ben a birtokos Csicsery Ambrus adományából felépült a falu református temploma, mely a mai temető dombján állt, pár méternyire a Bernáth család jelenlegi sírboltjától. A 17. században és a 18. század elején a lakosság száma csökkent, majd újra növekedésnek indult. A falu lakói ekkor református magyarok voltak. 1798-ban tűzvész pusztított, amelyben az egész falu leégett. Ekkor 340 lakosa volt a községnek.
A 18. század végén, 1799-ben Vályi András így ír róla: „VAJÁN. Magyar falu Ungvár Várm. földes Urai több Uraságok, lakosai katolikusok, és reformátusok, fekszik Csicsernek szomszédságában, mellynek filiája; határja jól termő.”
1831-ben újabb csapás érte a falut: súlyos kolerajárvány pusztított, melynek 72 lakos esett áldozatául. 1840-ben a falu közepén új templom építésébe kezdtek, melyet 1846-ban szenteltek fel.
Fényes Elek 1851-ben kiadott geográfiai szótárában így ír a faluról: „Vaján, Ungh v. magyar falu, a Laborcza mellett, Deregnyőhez délre 1/4 mfdnyire: 41 romai, 18 g. kath., 533 reform., 38 zsidó lak. Ref. anyaszentegyház. Gabonája, fája, legelője elég és jó. Hid a Laborcza vizén. F. u. Mokcsay, Bernáth, Berzeviczy, Orosz, Lónyay gr. Barkóczy, s m. Ut. p. Ungvár.”
1882-ben újabb tűzvész tört ki, ebben a falu nyugati része égett le. A század végéig a lakosság viszonylagos békében élhetett, de a gazdasági nehézségek miatt sokan kivándoroltak Amerikába. 1920-ig Ung vármegye Nagykaposi járásához tartozott, majd az új csehszlovák állam része lett. 1938 és 1944 között újra Magyarországhoz tartozott.
1948-ban 663 lakos élt a községben, ekkor kapta mai hivatalos nevét is. 1951-ben megalakult a földműves szövetkezet. 1956-ban új nyolcosztályos magyar alapiskola építése kezdődött, mely a mai napig is áll. A faluban kenderfeldolgozó üzem működött. Az 1960-as évek elején nagyszabású építkezések kezdődtek. 1962-ben új betonhidat építettek a Laborcon. 1966-ban új hőerőművet adtak át. 1978-ban a Slovnaft olajfinomító üzeme kezdte meg működését, az üzem 1998-ig működött. Az ezredforduló után a Lykotex gyára nyílt meg, mely üveggyapotot termelt, de később ez is bezárt. A községben dinamikusan fejlődik az infrastruktúra és a kulturális élet.
Vajánban működik az Ung-vidék egyetlen egyházi működtetésű magyar alapiskolája.

## Népessége
| Év:            | 1994. | 2004.    | 2014.   | 2024.   |
| -------------- | ----- | -------- | ------- | ------- |
| Emberek száma: | 714   | 825      | 881     | 950     |
| Eltérés:       |       | +15,54 % | +6,78 % | +7,83 % |

| Év:            | 2023. | 2024.   |
| -------------- | ----- | ------- |
| Emberek száma: | 947   | 950     |
| Eltérés:       |       | +0,31 % |

1910-ben a községet 603-an, túlnyomórészt magyar anyanyelvűek lakták.
2001-ben 797-en lakták, ebből 560 magyar, 172 szlovák és 36 cigány.
2011-ben 863 lakosából 524 magyar, 189 szlovák és 124 cigány volt.

## Nevezetességei
- Református temploma 1840 és 1846 között épült.

## Ismert személyek
- Pályája korai szakaszában itt működött református segédlelkészként Virágh Béla (1890–1966) későbbi nemzetiségi politikus, pozsonyi tartománygyűlési és budapesti országgyűlési képviselő.

## Képtár

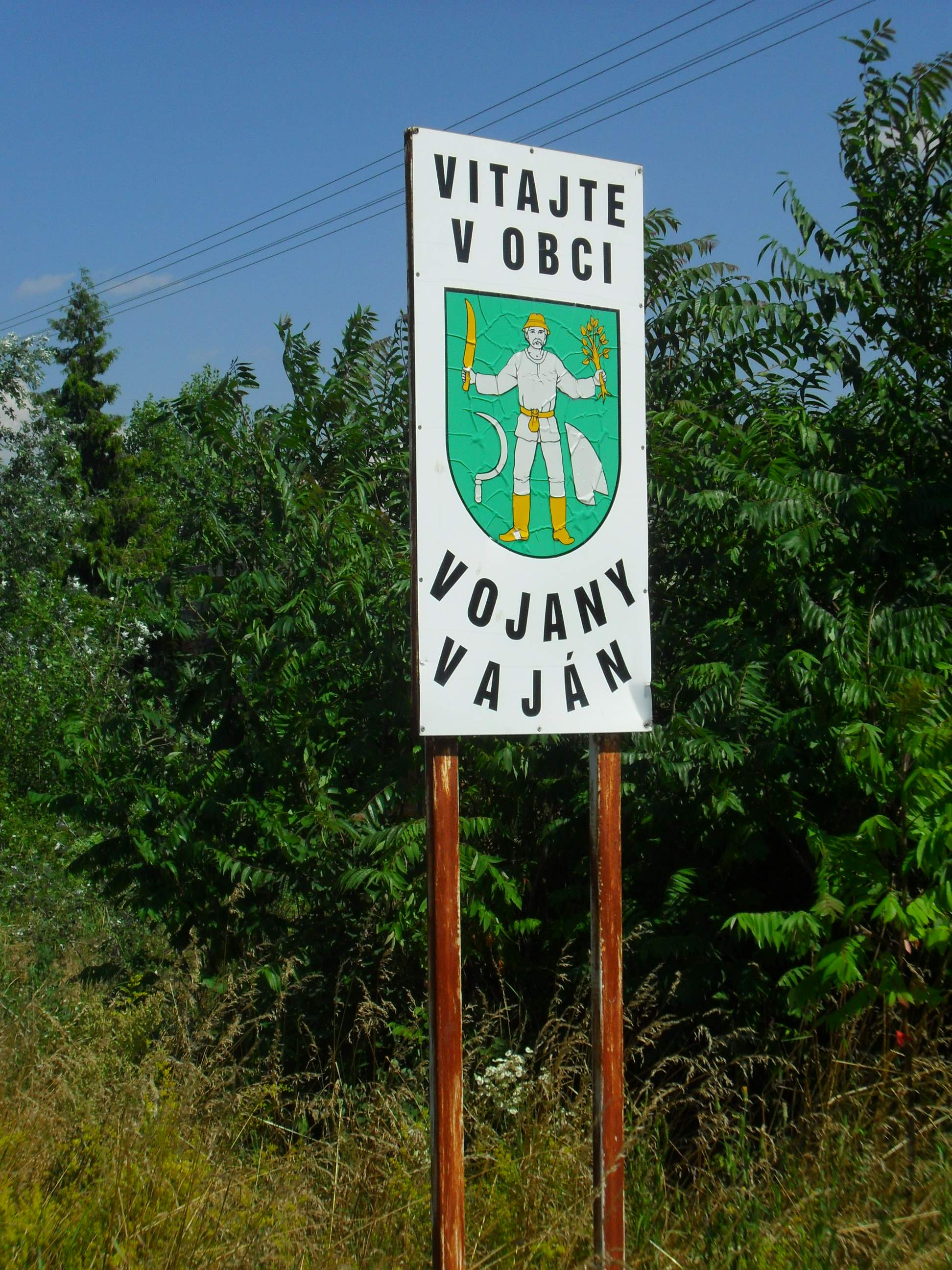
Címeres üdvözlőtábla
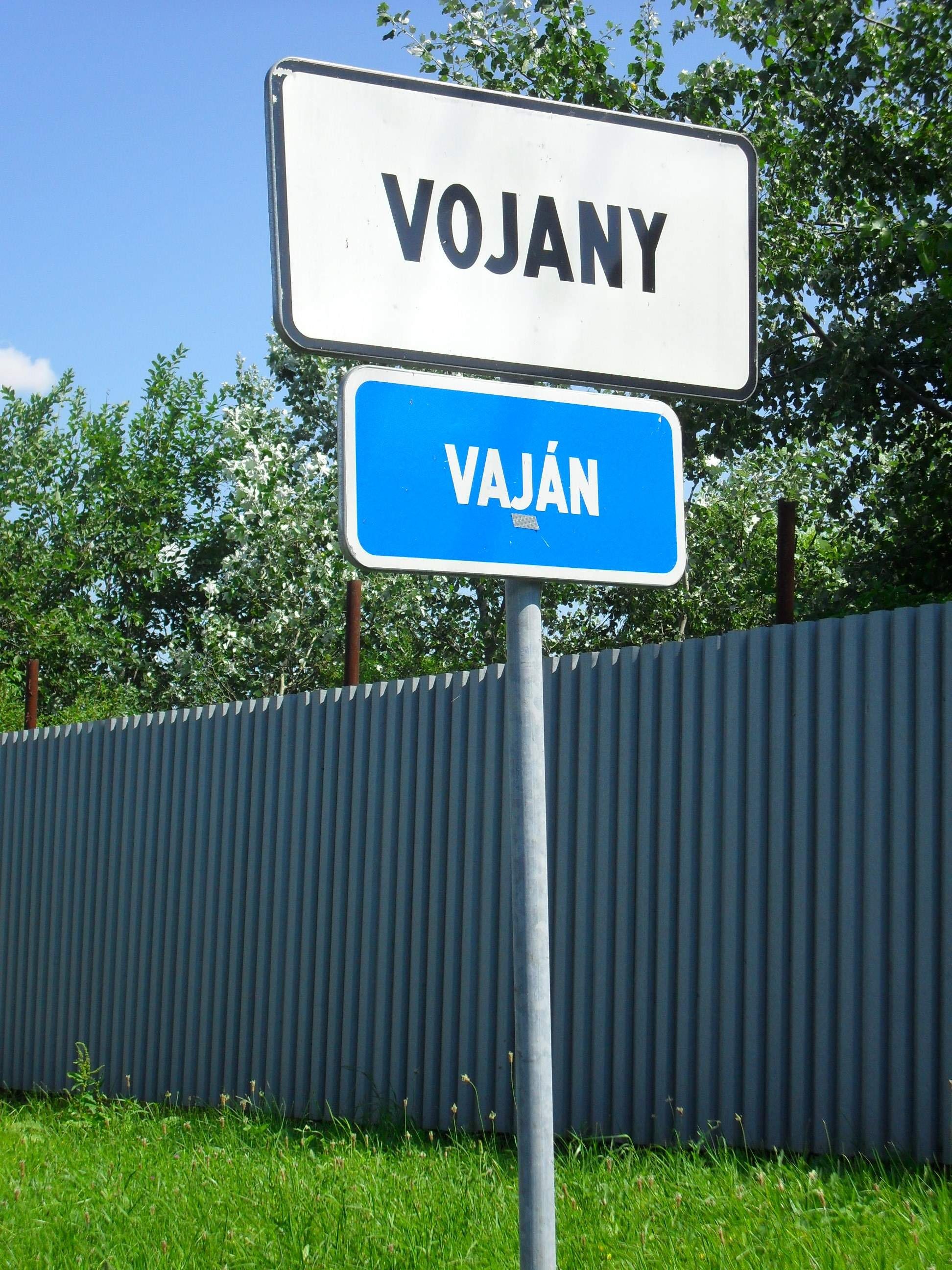
Kétnyelvű helységnévtábla
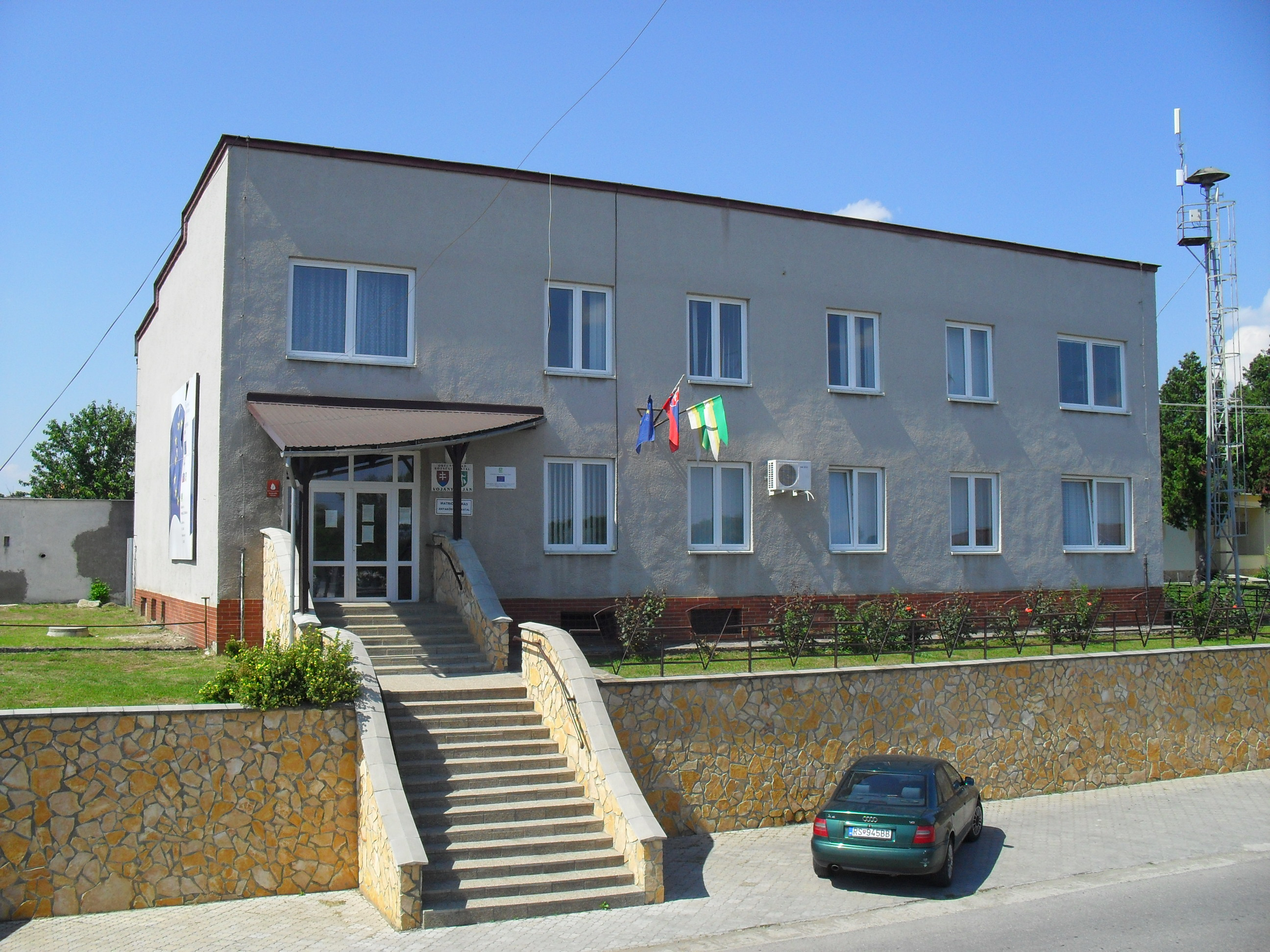
Községi hivatal
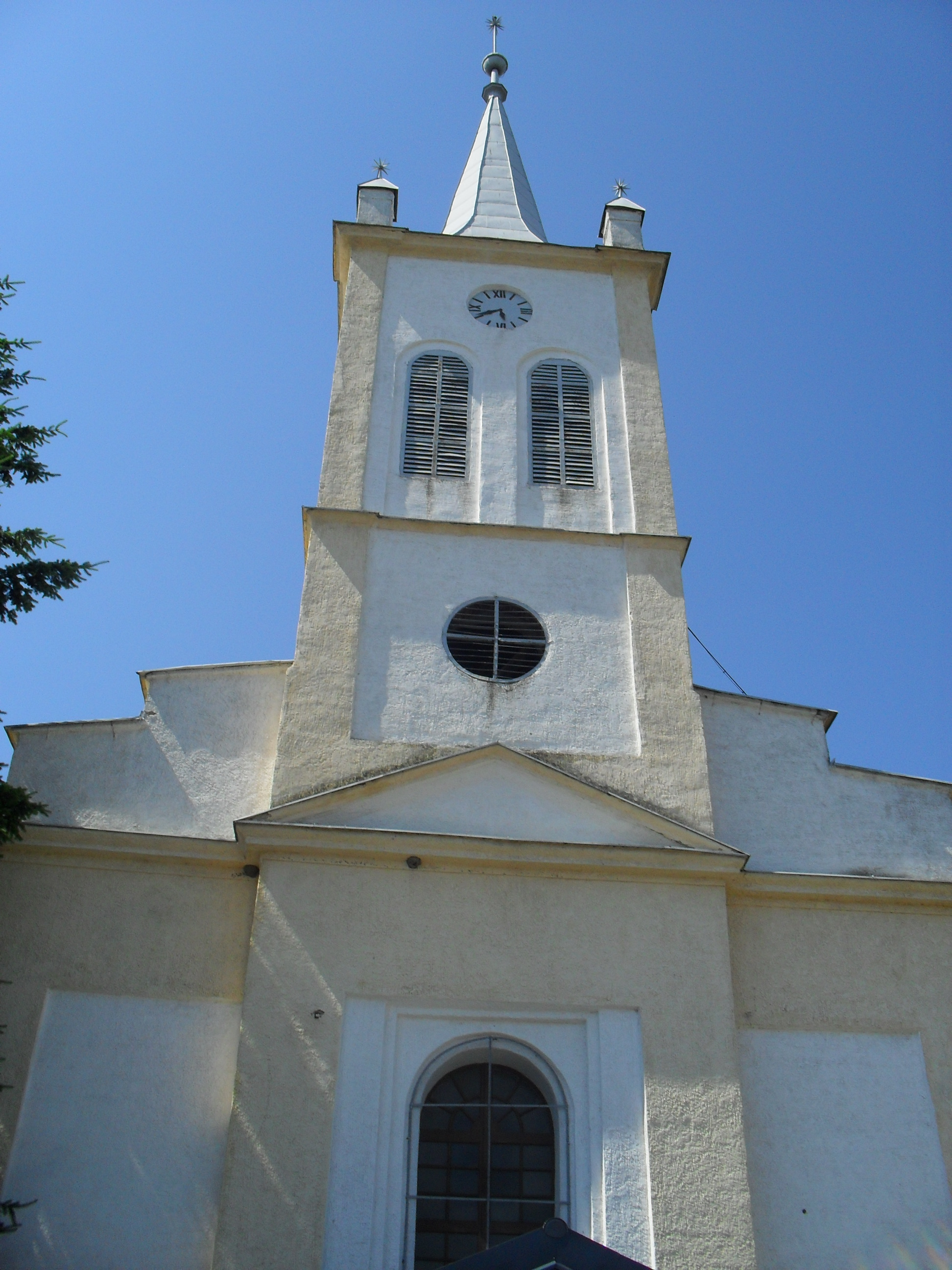
Református templom
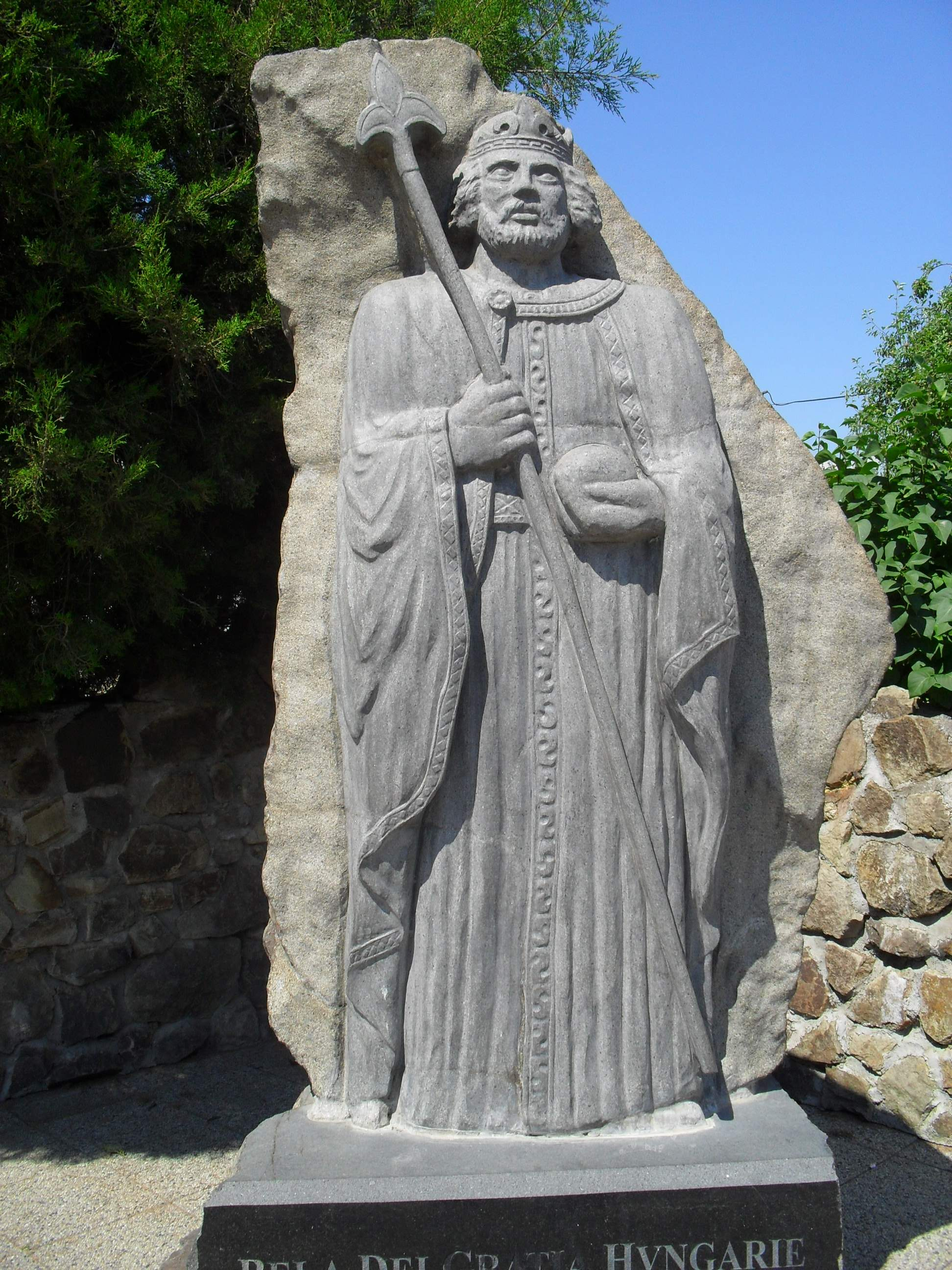
IV. Béla szobra
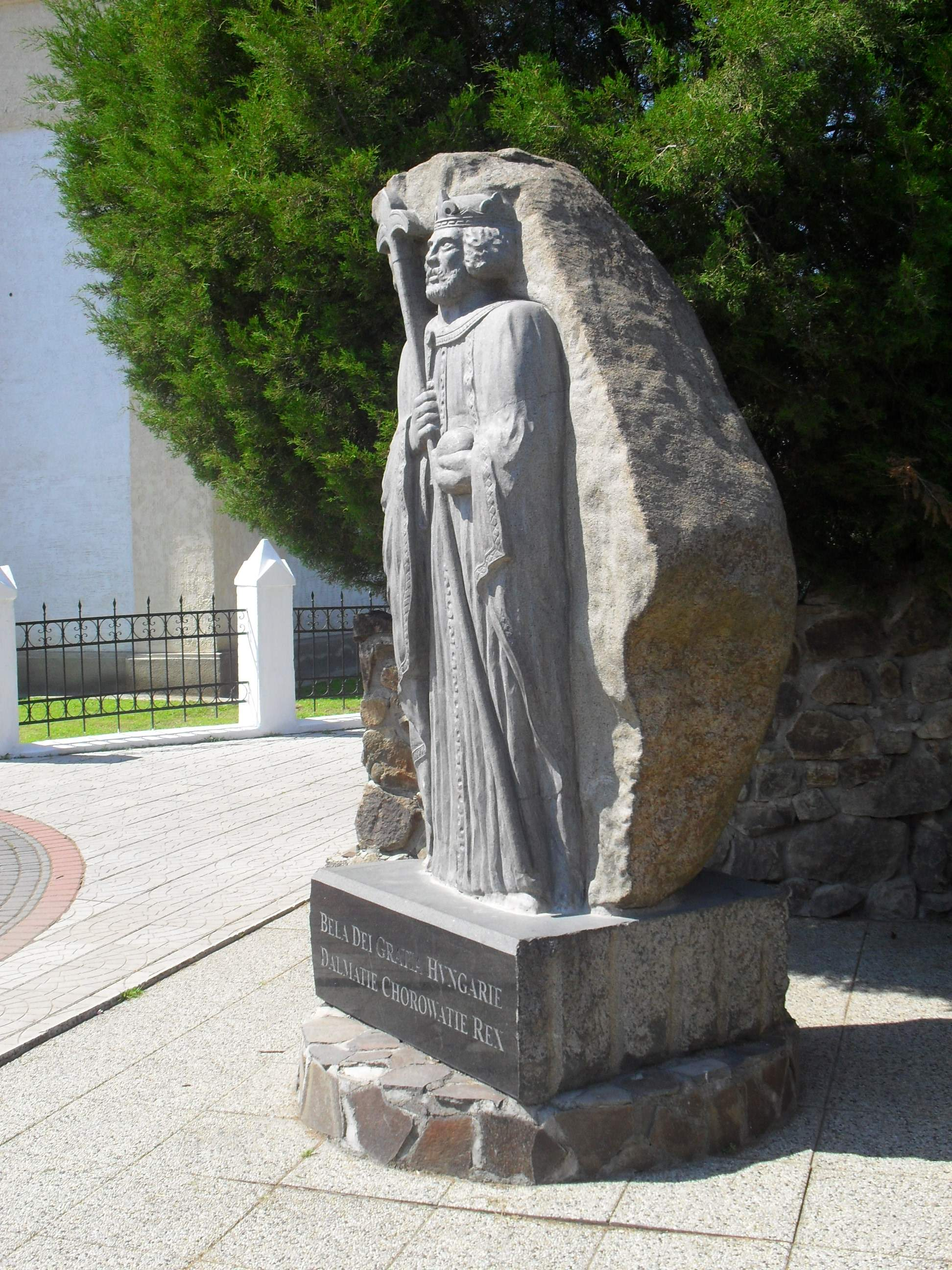
IV. Béla szobra
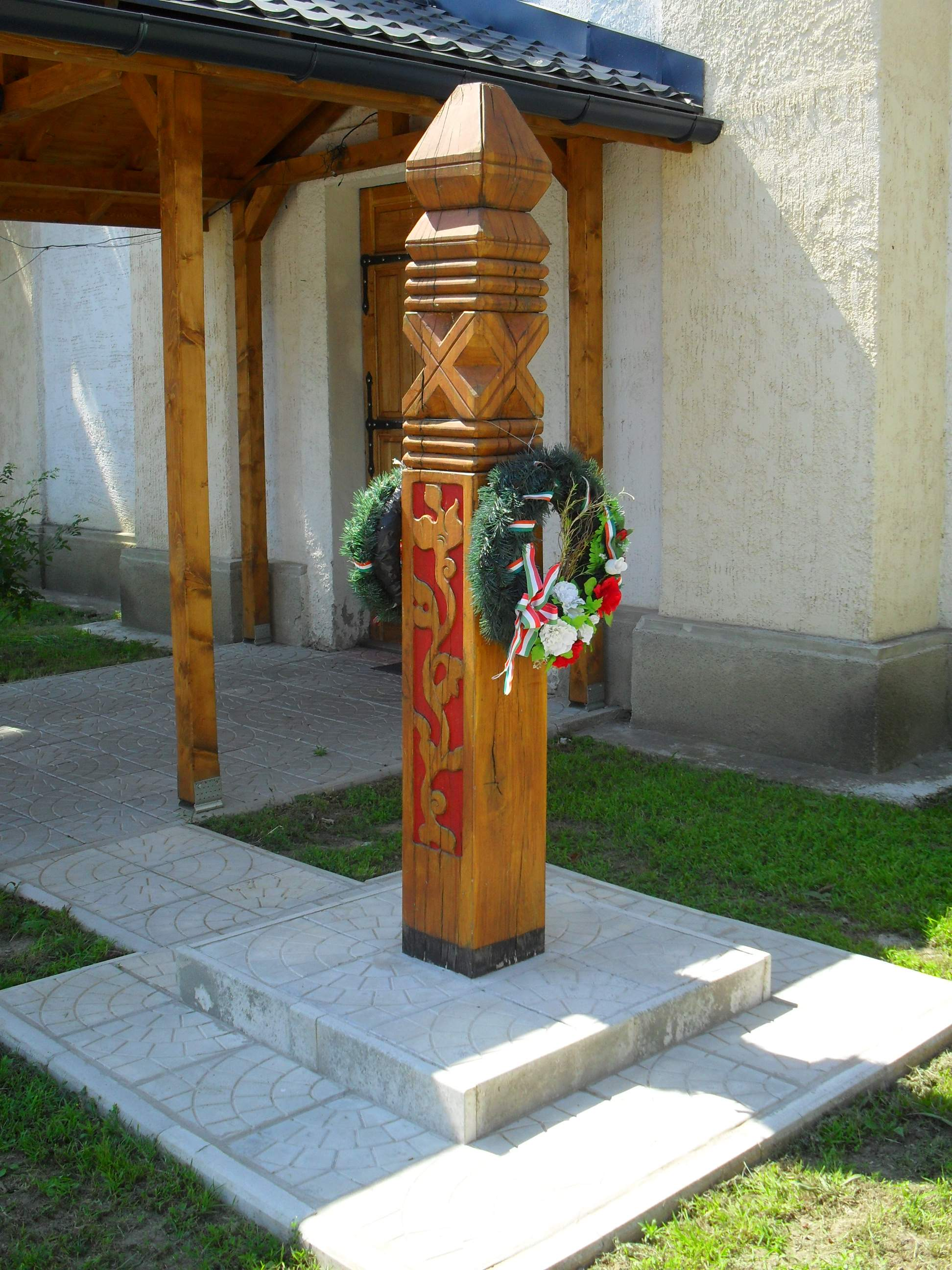
Az 1848-as forradalom emlékkopjafája
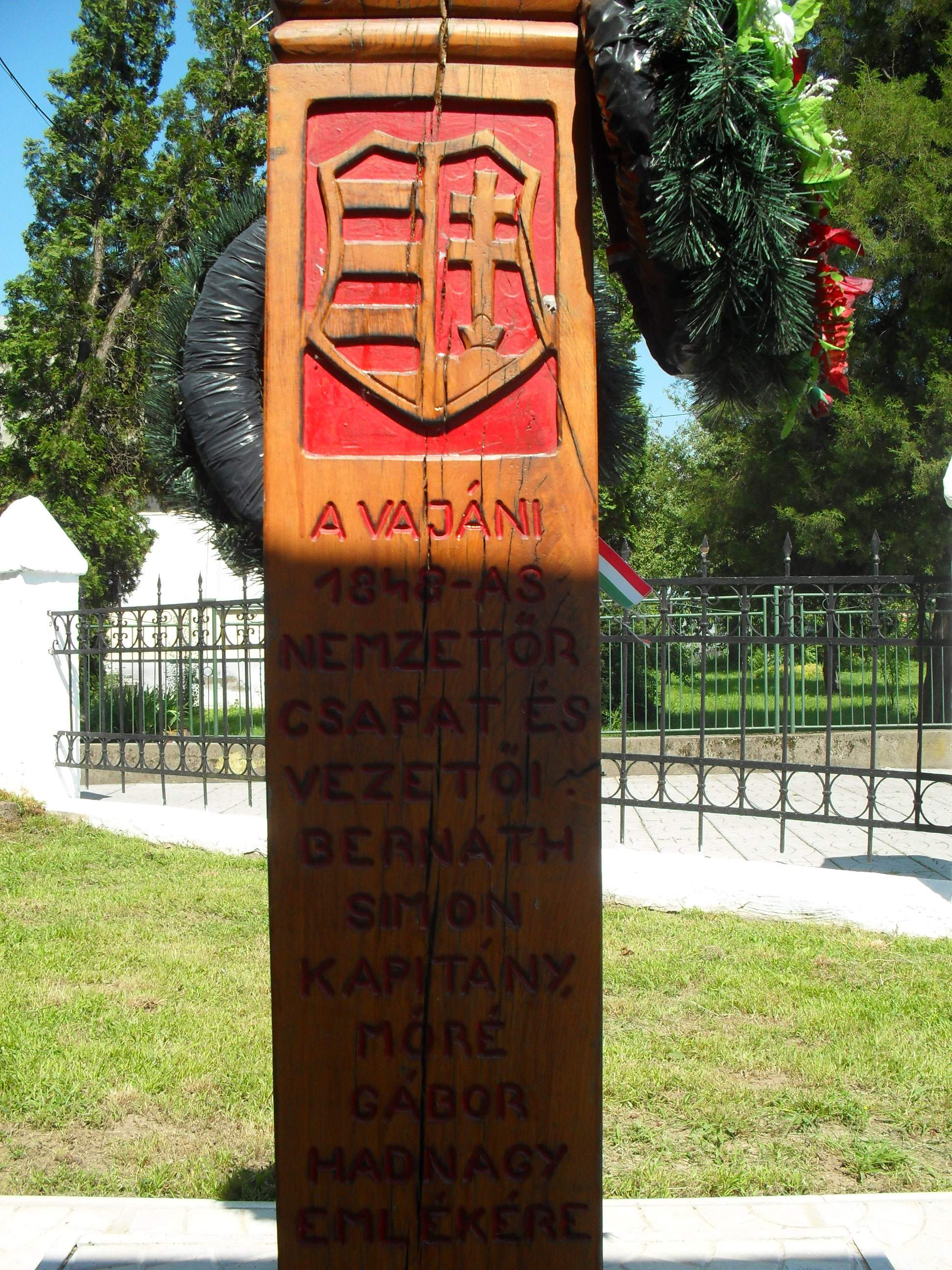
1848-as kopjafa - részlet
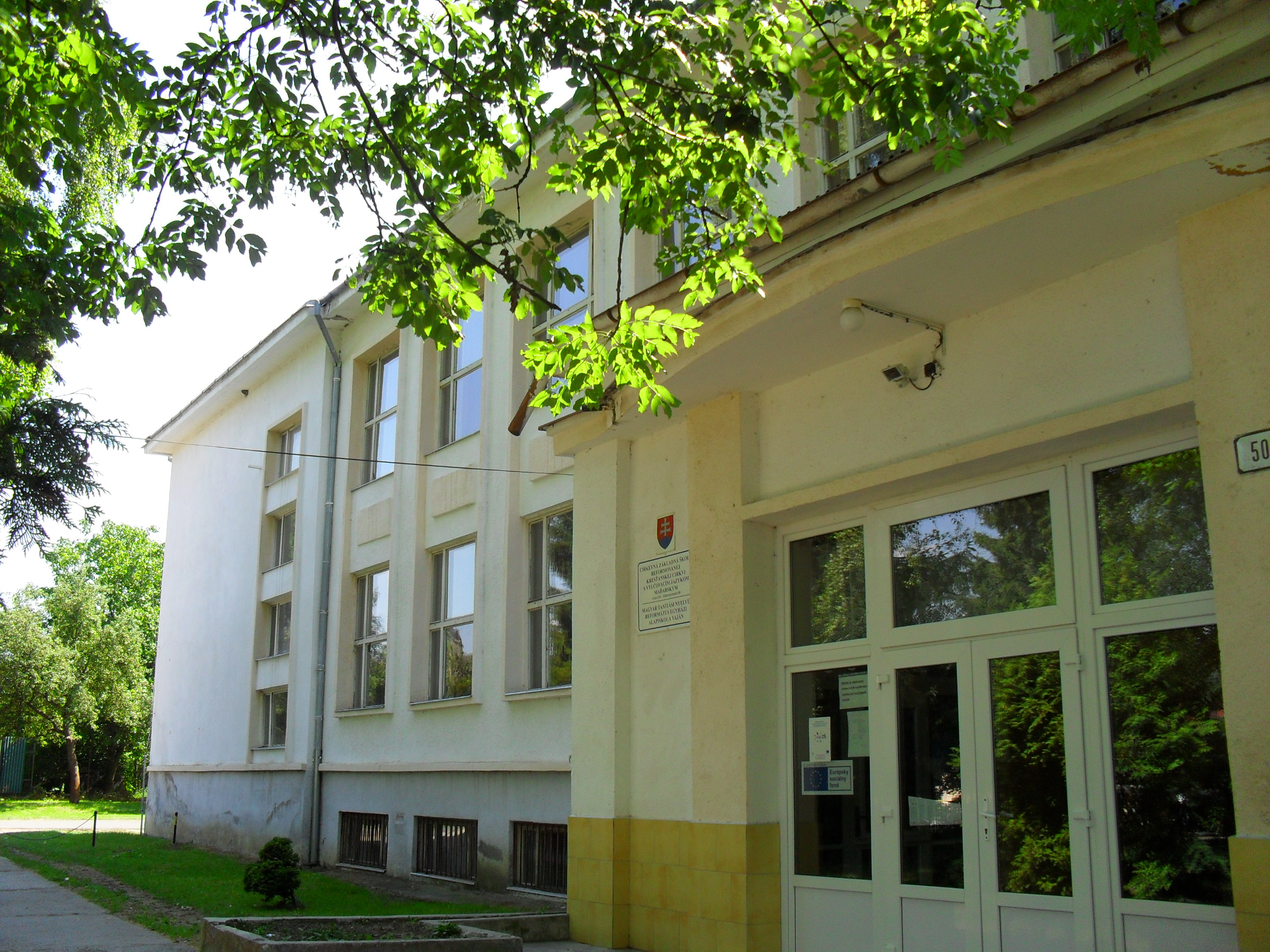
Egyházi alapiskola
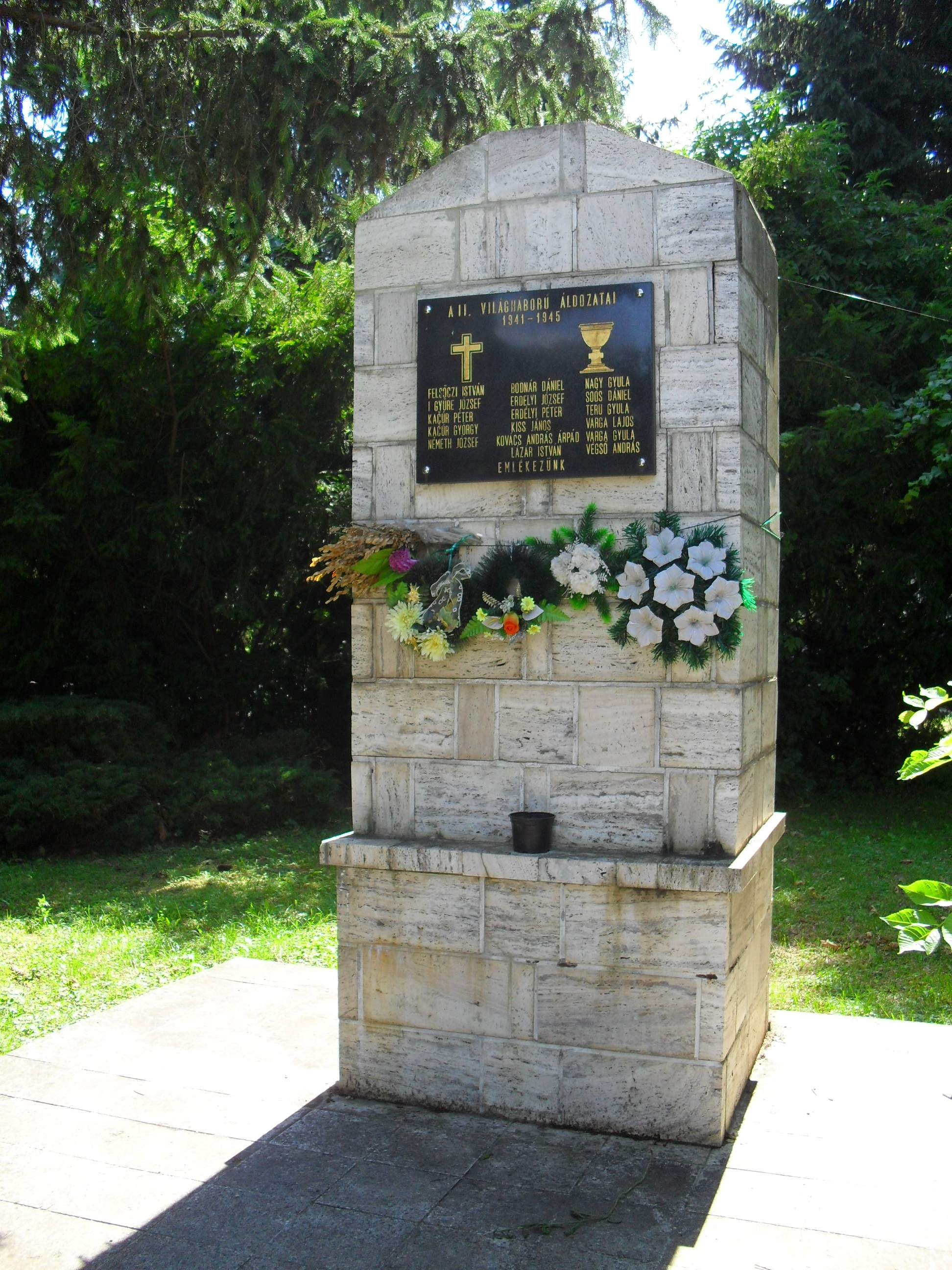
Második világháborús emlékmű
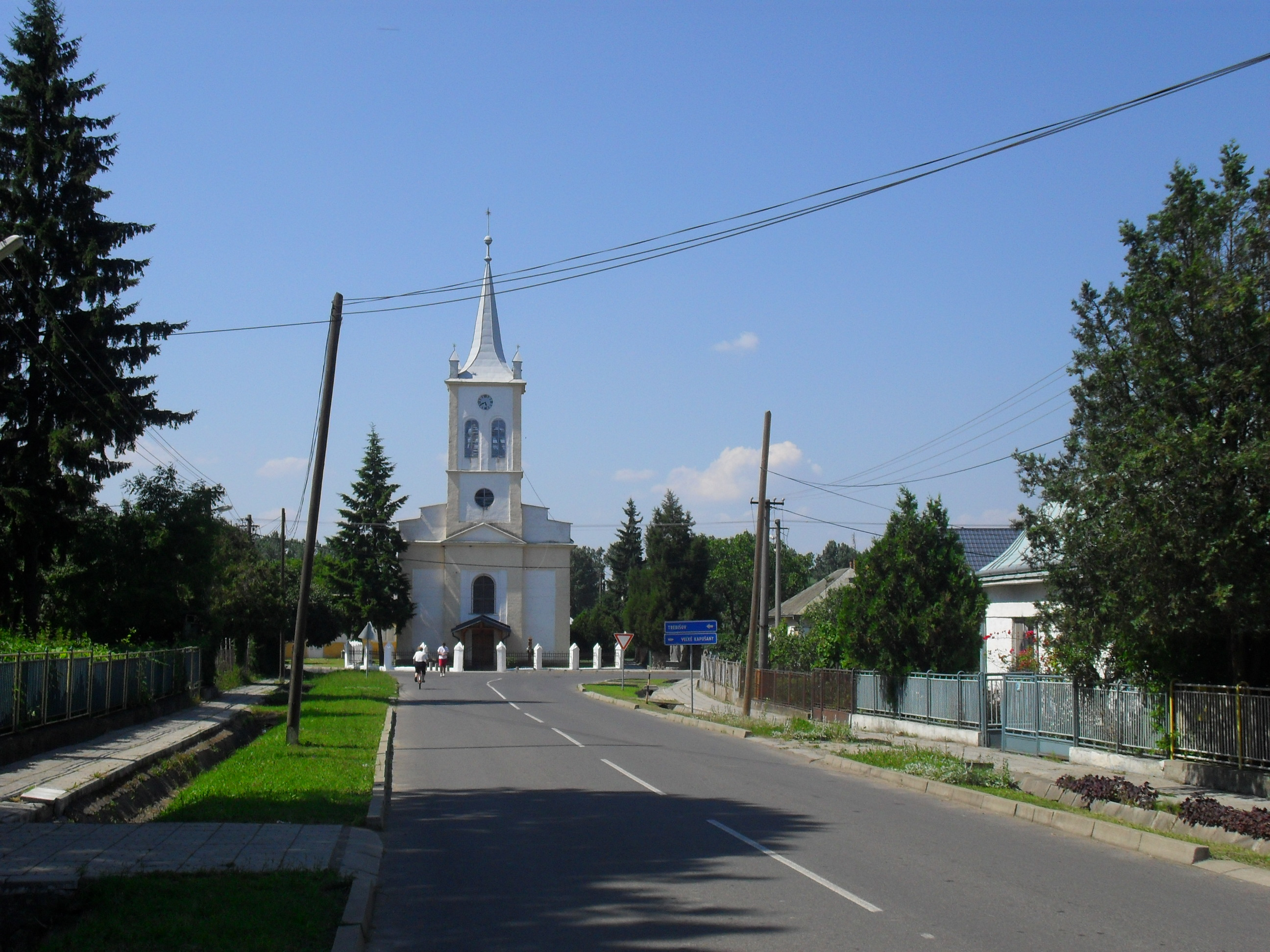
Vajáni utcakép
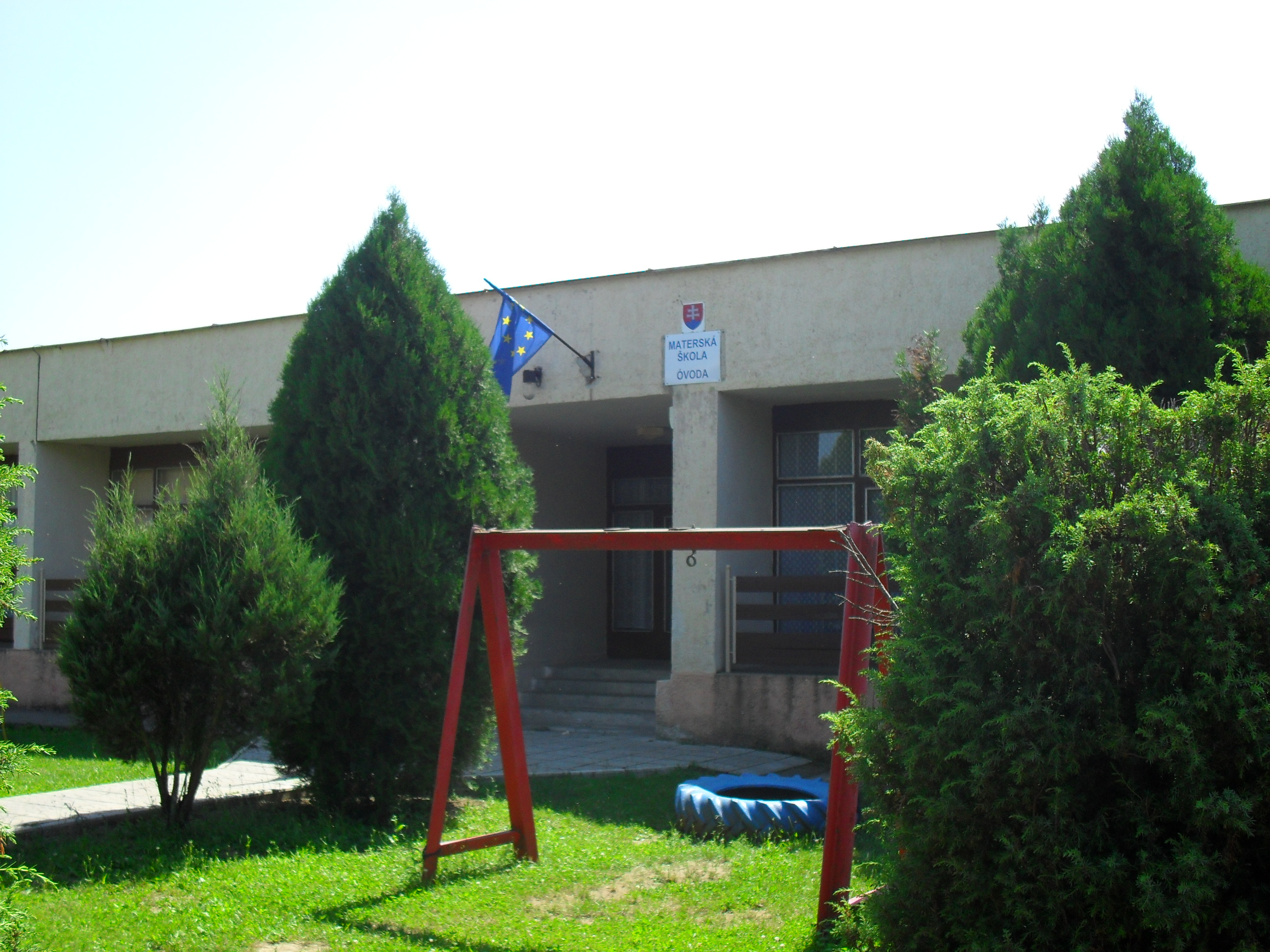
Óvoda
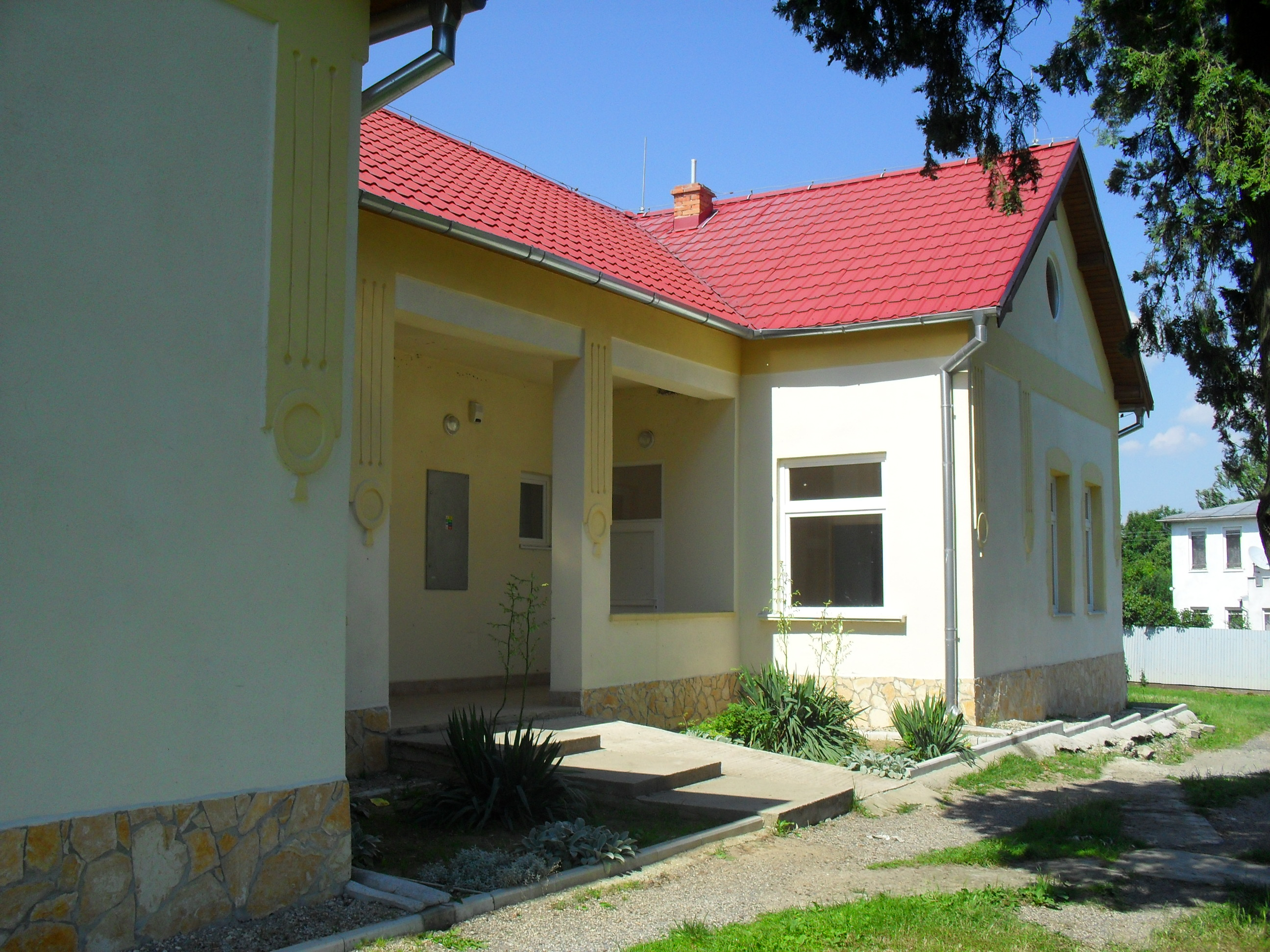
Posta
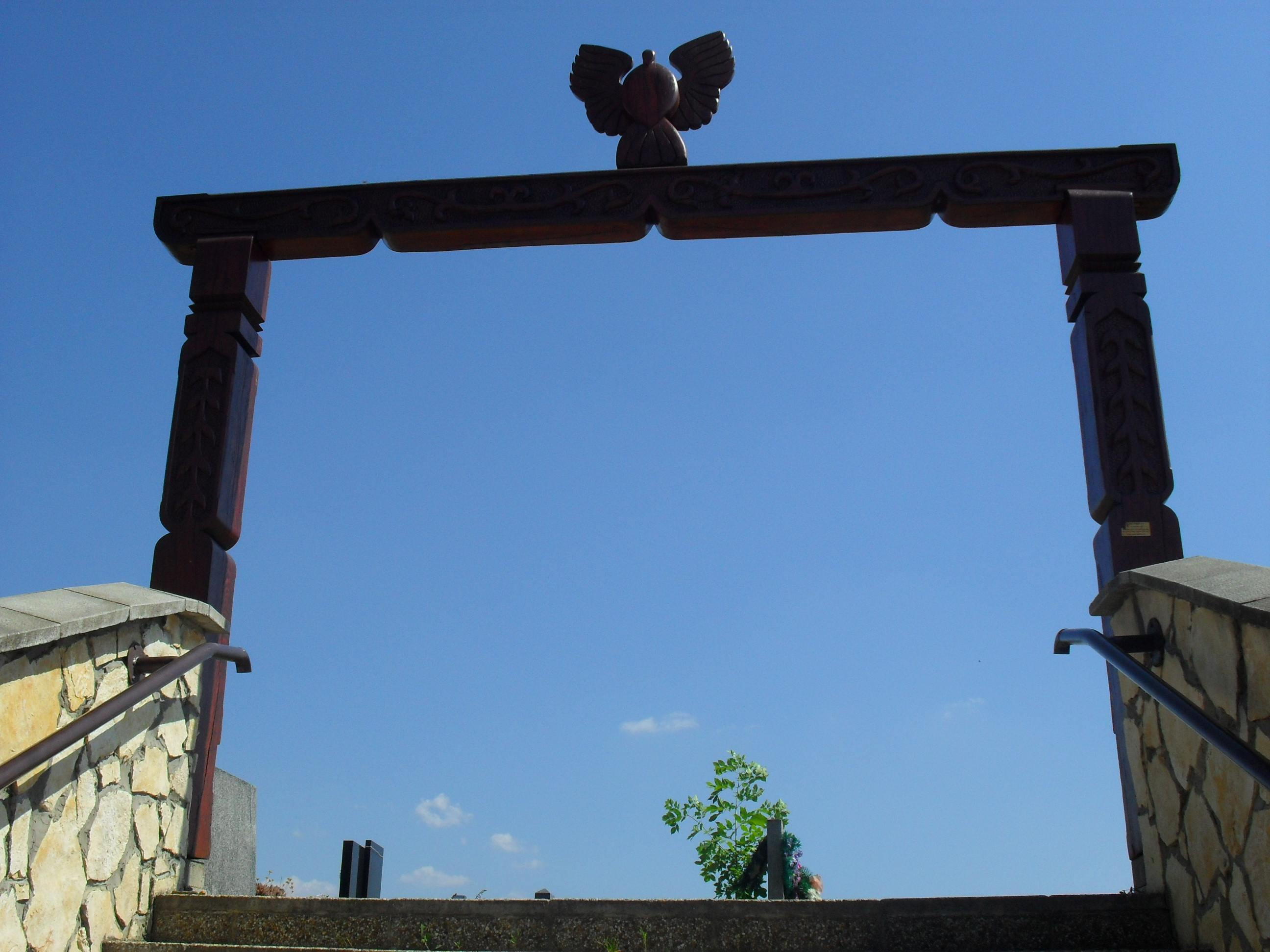
Temetőkapu
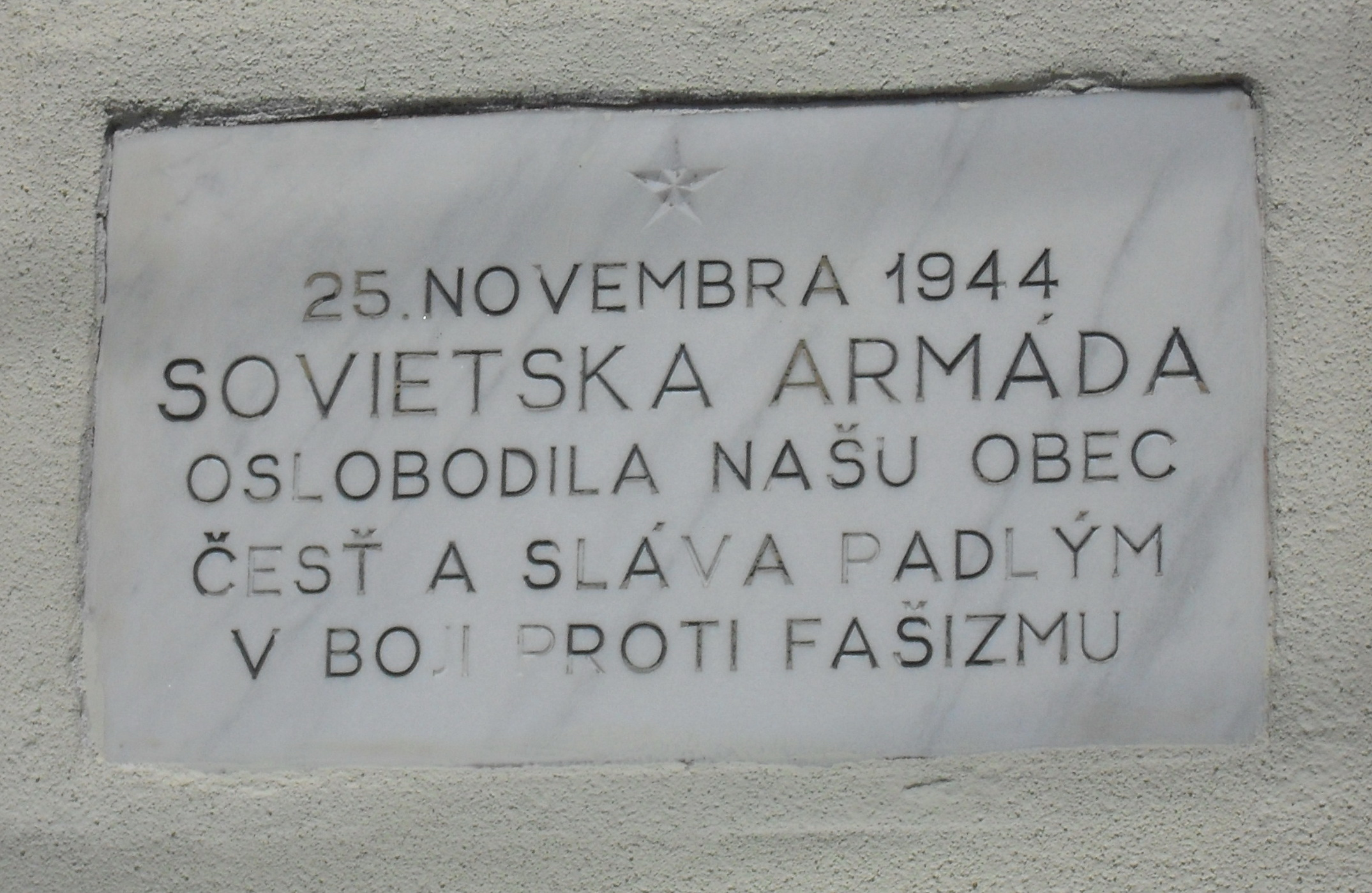
Felszabadulási emléktábla a községi hivatal falán
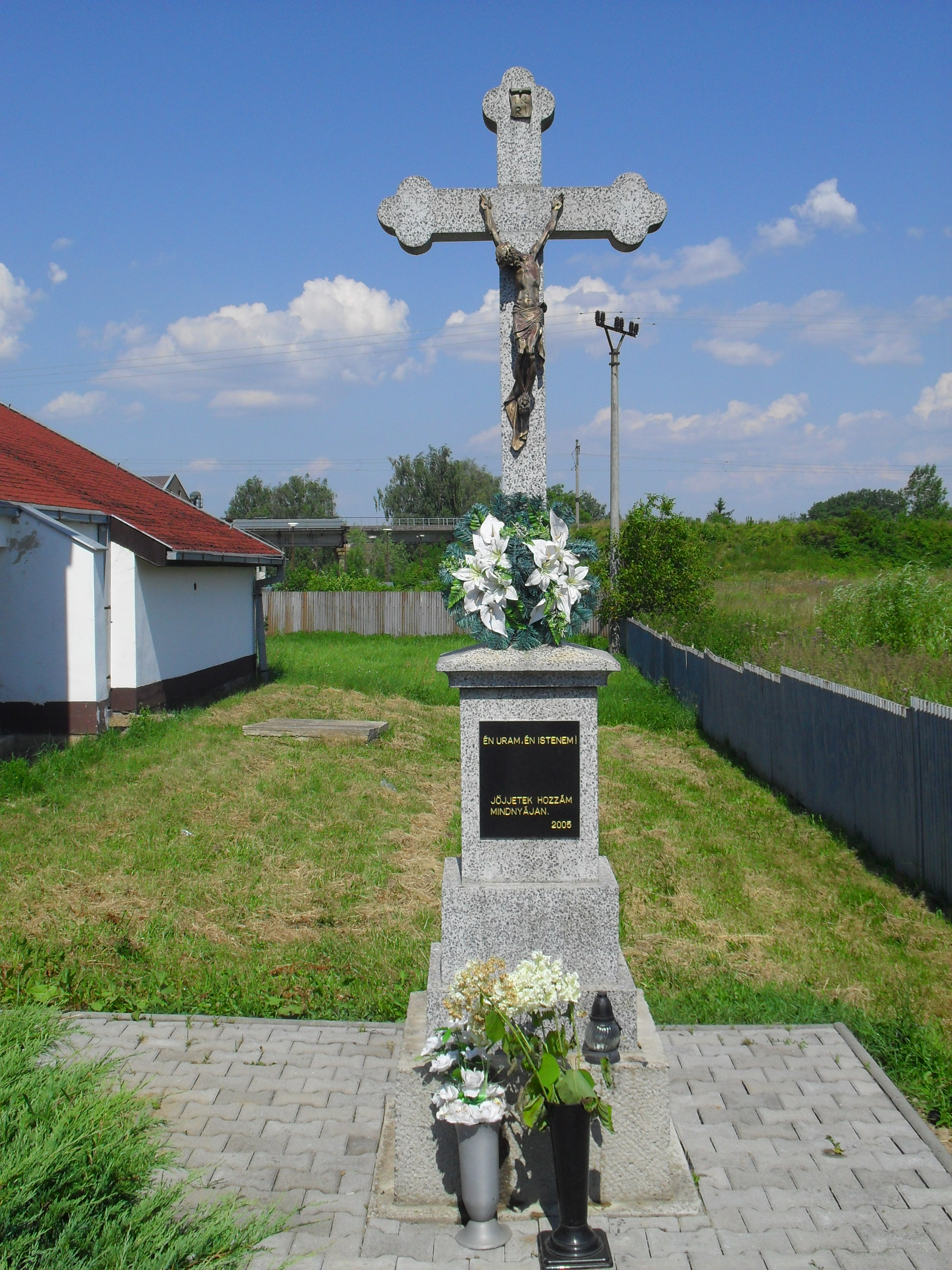
Temetői nagykereszt
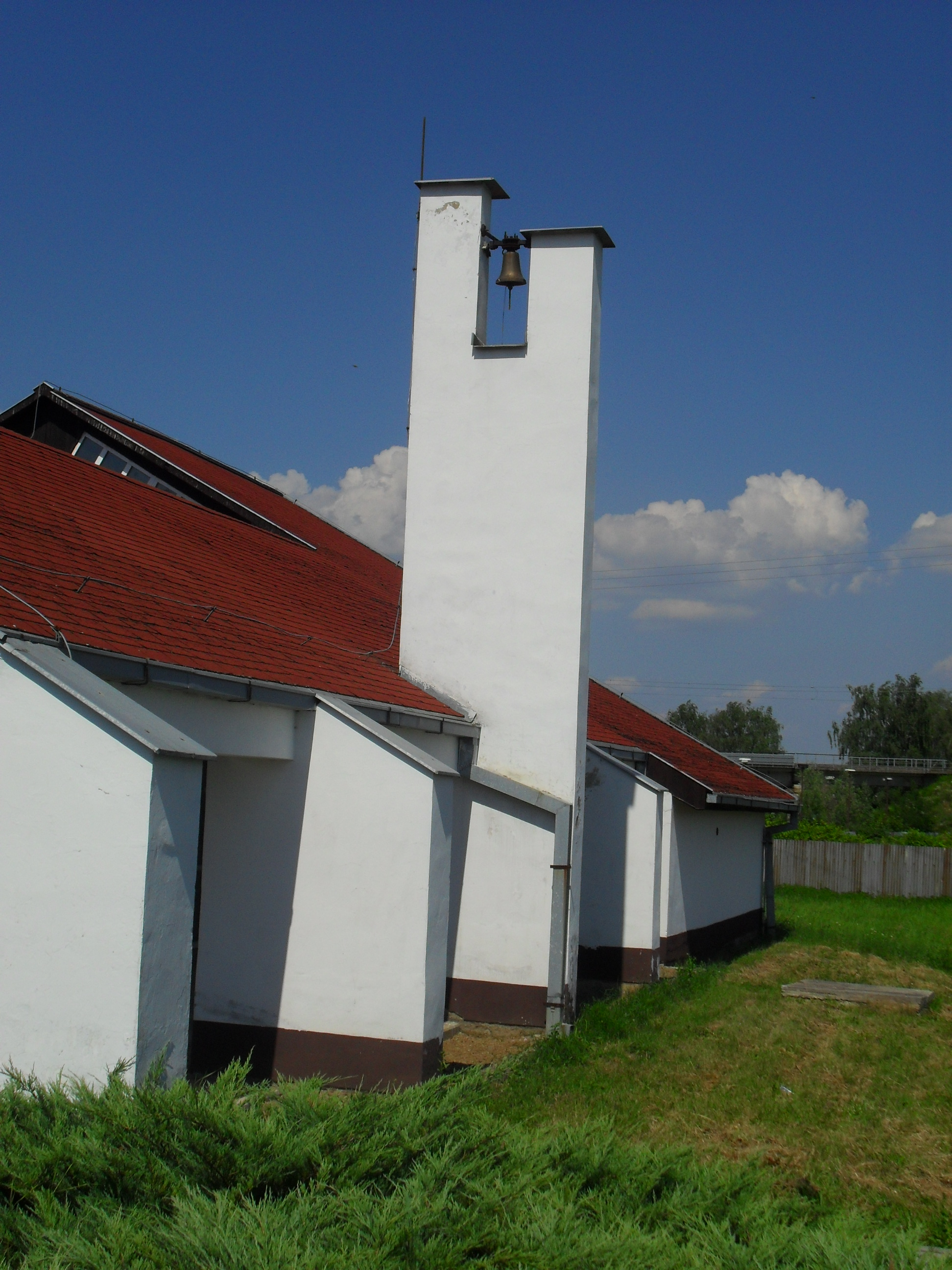
Harangláb a temetőben

## Éghajlata
| Hónap | Jan. | Feb. | Már. | Ápr. | Máj. | Jún. | Júl. | Aug. | Szep. | Okt. | Nov. | Dec. | Év  |
| --- | ---- | ---- | ---- | ---- | ---- | ---- | ---- | ---- | ----- | ---- | ---- | ---- | --- |
| Átlaghőmérséklet (°C)                                                                                     | −3,5 | −1,3 | 3,9  | 9,5  | 15,0 | 17,9 | 20,3 | 19,2 | 15,3  | 9,4  | 3,8  | −0,6 | 9,1 |
| Átl. csapadékmennyiség (mm)                                                                               | 33   | 32   | 34   | 46   | 60   | 73   | 71   | 72   | 53    | 52   | 49   | 44   | 619 |
| Forrás: Boros László:Táj és ember - A Bodrogköz geológiai fejlődéstörténete, természetföldrajzi jellemzői |      |      |      |      |      |      |      |      |       |      |      |      |     |